# Live from the Royal Albert Hall
Live from the Royal Albert Hall è un DVD live della band statunitense The Killers, registrato alla Royal Albert Hall di Londra il 5 e 6 luglio 2009; il DVD è il primo ufficiale della band e raccoglie canzoni dai primi tre album in studio (Hot Fuss, Sam's Town e Day & Age) e la raccolta Sawdust.
Oltre alle canzoni registrate nei due concerti londinesi, il DVD conterrà alcuni bonus da tre Festival estivi (Oxegen, Hyde Park e V Festival) e interviste con i fan e i membri della crew contenute in un documentario con i retroscena del tour.
La durata del concerto è di un'ora e 50 minuti. La confezione include anche un CD live della durata di 80 minuti.

## Tracce
1. Human
2. This Is Your Life
3. Somebody Told Me
4. For Reasons Unknown
5. The World We Live In
6. Joy Ride
7. I Can't Stay
8. Bling (Confession Of A King)
9. Shadowplay
10. Smile Like You Mean It
11. Losing Touch
12. Spaceman
13. A Dustland Fairytale
14. Sam's Town (Acoustic)
15. Read My Mind
16. Mr. Brightside
17. All These Things That I've Done
18. Sweet Talk
19. This River Is Wild
20. Bones
21. Jenny Was A Friend Of Mine
22. When You Were Young

## Bonus
- Tranquilize (Oxegen Festival 2009)
- Human (Hyde Park 2009)
- Mr Brightside (Hyde Park 2009)
- Smile Like You Mean It (V Festival 2009)
- When You Were Young (V Festival 2009)
- Documentario behind-the-scenes